# Ragazzo fortunato
Ragazzo fortunato è un singolo del cantautore italiano Jovanotti, pubblicato il 24 novembre 1992 come quarto estratto dal sesto album in studio Lorenzo 1992.
Il brano ha poi avuto un discreto successo nelle Hit parade agli inizi del 1993.
Il pezzo è stato successivamente inserito nel 2000 all'interno della raccolta Lorenzo live - Autobiografia di una festa collocata come penultima traccia del disco 2.
Solitamente viene usato da Jovanotti come canzone di chiusura dei suoi live. Nel 2020 l'insegnante di musica Marco Chingari lo sceglie come inno della quinta edizione del programma Il collegio.